# Лисенко Марія Григорівна
Марія Григорівна Лисенко (8 серпня 1904, село Зеленьки, тепер Миронівського району Київської області — 13 вересня 1985, село Вікторівка Миронівського району Київської області) — українська радянська діячка, новатор сільськогосподарського виробництва, ланкова, голова колгоспу імені Кірова Старченківського району Київської області. Герой Соціалістичної Праці (19.03.1947). Депутат Верховної Ради СРСР 2—4-го скликань.

## Біографія
Народилася 26 липня (8 серпня) 1914 року в селі Зеленьки (за іншими даними — в селі Матвіївці) на Київщині у селянській родині. Навчалася у Зеленьківській сільській школі.
У 1929 році вступила до місцевої сільськогосподарської артілі. Працювала рядовою колгоспницею, а у 1938 році була призначена ланковою буряківників колгоспу імені Будьонного (центральна садиба — у селі Олександрівці) Миронівського району Київської області. Очолювала ланку до німецько-радянської війни в 1941 році.
У 1944—1948 роках — знову ланкова у рідному колгоспі, перейменованому в «Соціалістична перемога» Миронівського району Київської області. Одна із організаторів масового руху буряководів за одержання високих урожаїв. Вже у 1944 році отримала урожай 568 центнерів цукрового буряка з гектара, в 1945 — 642 центнери з гектара. У 1946 році її ланкою був отриманий урожай цукрового буряка 711 центнерів з гектара на площі 2 гектари.
Указом Президії Верховної Ради СРСР від 19 березня 1947 року за отримання високих урожаїв у 1946 році Лисенко Марія Григорівна удостоєна звання Героя Соціалістичної Праці із врученням ордена Леніна і золотої медалі «Серп і Молот».
Член ВКП(б) з 1947 року.
З 1948 року працювала головою колгоспу «Соціалістична перемога» Миронівського (Старченківського) району Київської області. У 1950 році була скерована на трирічні курси голів колгоспів Київської середньої сільськогосподарської школи.
Після закінчення Київської середньої сільськогосподарської школи у 1953 році повернулася до колгоспу і була обрана головою укрупненого колгоспу імені Кірова села Фролівки Старченківського району Київської області.
У 1955—1968 роках — ланкова буряківників колгоспу імені Кірова Старченківського (Миронівського) району Київської області.
Делегат XVII і XXII з'їздів Компартії України.
З 1968 року — персональний пенсіонер союзного значення.

## Нагороди
- Герой Соціалістичної Праці (19.03.1947)
- орден Леніна (19.03.1947)
- два ордени Трудового Червоного Прапора (26.02.1958, 31.12.1965)
- медалі